# Alaginella ochracea
Alaginella ochracea is een slakkensoort uit de familie van de Marginellidae. De wetenschappelijke naam van de soort is voor het eerst geldig gepubliceerd in 1871 door Angas.